# Mixomelia cidarioides
Mixomelia cidarioides là một loài bướm đêm trong họ Noctuidae.